# Eumerus lunatus
Eumerus lunatus är en tvåvingeart som först beskrevs av Fabricius 1794.  Eumerus lunatus ingår i släktet månblomflugor, och familjen blomflugor. Inga underarter finns listade i Catalogue of Life.